# Leif Axén
Leif Harry Axén, född 5 november 1935 i Stockholm, är en svensk företagsledare. 
Axén, som är son till järnhandlare Harry Axén och Karin Jäderberg, avlade ingenjörsexamen i Stockholm 1960 och blev civilekonom vid Handelshögskolan i Stockholm 1967. Han var produktchef vid Svenska AB Philips 1965–1969, AB Electrolux 1969–1979, assistent i region Skandinavien 1969–1971, verkställande direktör för AB Elektroservice 1971–1979, chef för internationella servicesektorn 1974–1979, sverigechef vid Hitachi Sales Scandinavia AB 1979–1984, verkställande direktör för AB Svelast 1984–1988 samt verkställande direktör och koncernchef för AB Storstockholms Lokaltrafik 1988–1998.